# Лорд, Альберт
Альберт Бейтс Лорд (англ. Albert Bates Lord;15 сентября 1912 — 29 июля 1991) — профессор славистики и сравнительного литературоведения в Гарвардском университете, который после смерти Милмэна Пэрри продолжил его исследования в области эпической литературы.

## Личная жизнь
Альберт Лорд родился в Бостоне, Массачусетс. Он окончил Бостонскую латинскую школу в 1930 году и поступил в Гарвардский колледж. В 1934 году он получил степень бакалавра искусств в области классической филологии, а в 1949 — степень доктора философии в области сравнительного литературоведения. В 1950 году он стал преподавать славистику и сравнительное литературоведение в Гарварде, в 1958 году получил там степень профессора (full professor). Лорд основал Гарвардский комитет по степеням в области фольклора и мифологии (англ. Harvard’s Committee on Degrees in Folklore and Mythology), а также возглавлял в колледже Отделение фольклора и мифологии (англ. Department of Folklore and Mythology) до своего выхода на пенсию в 1983 году. Его жена Мэри Луиза Лорд, в девичестве Карлсон, преподавала классическую филологию в Коннектикутском колледже. У них было двое сыновей, Натан и Марк. Лорд умер от естественных причин в июле 1991 года в Кембридже, Массачусетс.

## Работа
Наиболее значительная работа Лорда — книга «Сказитель» (англ. The Singer of Tales), впервые опубликованная в 1960 году. К своему сорокалетнему юбилею книга была переиздана с аудиодиском, содержащим оригинальные записи, обсуждаемые в тексте. Жена учёного Мэри Луиза Лорд закончила, отредактировала и подготовила для посмертного издания рукопись продолжения этой работы «The Singer Resumes the Tale» (опубликовано в 1995 году), которое подтверждает и расширяет изначальные выводы Лорда.
Лорд продемонстрировал, что великие древние эпосы Европы и Азии наследовали традицию не только устного представления, но и устного сочинения. Он выступает за полное разделение не владевших письменностью авторов гомеровского эпоса и писцов, которые в дальнейшем записали тексты на основании единственного представления рассказа. В устной традиции у истории нет единого окончательного текста, она состоит из бесчисленных вариантов, которые являются результатом импровизации сказителя, основанной на накопленных им вербальных формулах, основообразующих конструктах и повествовательных эпизодах. Эта импровизация по большей части бессознательна; сказители верят, что излагают историю в том же виде, в каком она была передана им, хотя в действительности текст их рассказов значительно отличается изо дня в день и от рассказчика к рассказчику.
Лорд изучал не только полевые записи сербского героического эпоса, исполняемого под гуслу, и эпические поэмы Гомера, но также «Беовульф», «Эпос о Гильгамеше», «Песнь о Роланде», англо-шотландские баллады Чайлда. В этих повествовательных традициях он нашёл много общих черт.

#### Издания на русском языке
А.Б. Лорд. Сказитель = The Singer of Tales / перевод с английского и комментарии Ю. А. Клейнера и Г. А. Левинтона; послесловие Б. Н. Путилова. Статьи А. И. Зайцева и Ю. А. Клейнера; ответственный редактор Б. Н. Путилов. — М.: Издательская фирма «Восточная литература», 1994. — ISBN 5-02-017239-1.